# Chambers Stevens
Chambers Stevens (10 de junio de 1964) es un actor estadounidense, dramaturgo, autor y entrenador de actuación. Stevens fue el cofundador en 1988 de Nashville Shakespeare Festival.

## Actor
Stevens interpretó al personaje principal en The Steve Spots, galardonado con varios Premios Emmy, así como con la premiada serie de televisión, The Parent Zone.
En PBS, participó en la serie infantil Funnybones haciendo un personaje principal, así como en la serie spin-off Geo-Scout, por la que recibió una nominación al Emmy.

## Dramaturgo
En 1994 Chambers ganó el Premio Back Stage Garland para su juego Desperate for Magic, espectáculo que Stevens también protagonizó.

### Juegos
- 1989: Desperate for Magic
- 2001: Travels with Jack Lemmon's Dog
- 2005: Twain and Shaw Do Lunch

## Autor
- Magnificent Monologues for Kids: Kids’ Monologues for Every Occasion Sandcastle Publishing 1999 ISBN 1-883995-08-6
- 24 Carat Commercials for Kids: Everything Kids Need to Know Sensational Sandcastle Publishing 1999 ISBN 1-883995-09-4
- Sensational Scenes for Teens: The Scene Study-guide for Teen Actors Sandcastle Publishing 2001 ISBN 1-883995-10-8
- Magnificent Monologues For Teens: The Teens’ Monologue Source For Every Occasion! Sandcastle Publishing 2002 ISBN 1-883995-11-6
- Sensational Scenes for Kids: The Scene Study-Guide for Young Actors Sandcastle Publishing 2003 ISBN 1-883995-12-4
- The Ultimate Commercial Book for Kids and Teens: The Young Actors’ Commercial Study-guide Sandcastle Publishing 2005 ISBN 1-883995-13-2
- Magnificent Monologues for Kids 2: More Kids’ Monologues for Every Occasion Sandcastle Publishing 2009 ISBN 1-883995-14-0

## Entrenador de actuación
Stevens ha sido un entrenador de audición muy buscado para jóvenes actores desde 1990. Sus clientes han aparecido en la televisión, el cine y en los escenarios de Broadway.

### Alumnos y Clientes
Stevens trabaja con una amplia gama de clientes, desde aspirantes talentosos hasta actores galardonados. Entre sus estudiantes podemos encontrar a:
- Rachel Brett
- JC González
- Jae Head
- Laura Marano
- Hannah Marks
- Allison Scagliotti
- Kiernan Shipka